# Panamerikanische Spiele 2019/Leichtathletik – Dreisprung der Männer
Der Dreisprung der Männer bei den Panamerikanischen Spielen 2019 fand am 10. August im Villa Deportiva Nacional in der peruanischen Hauptstadt Lima statt.
Zwölf Dreispringer aus sieben Ländern nahmen an dem Wettbewerb teil. Die Goldmedaille gewann Omar Craddock mit 17,42 m, Silber ging an Jordan Díaz mit 17,38 m und die Bronzemedaille gewann Andy Díaz mit 16,83 m.

## Rekorde
Vor dem Wettbewerb galten folgende Rekorde:
| Weltrekord        | Jonathan Edwards        | 18,29 m | Weltmeisterschaften in Götebrog, Schweden           | 7. August 1995   |
| Rekord der Spiele | João Carlos de Oliveira | 17,89 m | Panamerikanische Spiele in der Stadt Mexiko, Mexiko | 15. Oktober 1975 |

## Ergebnis
10. August 2019, 14:30 Uhr
| Platz | Athlet               | Land               | 1. Versuch | 2. Versuch | 3. Versuch | 4. Versuch                               | 5. Versuch                               | 6. Versuch                               | Weite (m) |
| ----- | -------------------- | ------------------ | ---------- | ---------- | ---------- | ---------------------------------------- | ---------------------------------------- | ---------------------------------------- | --------- |
|       | Omar Craddock        | Vereinigte Staaten | 17,13      | 17,19      | 16,98      | –                                        | 17,42                                    | x                                        | 17,42     |
|       | Jordan Díaz          | Kuba               | 16,76      | 17,19      | 17,03      | 17,38                                    | x                                        | 17,18                                    | 17,38 SB  |
|       | Andy Díaz            | Kuba               | x          | 16,83      | x          | x                                        | 16,49                                    | x                                        | 16,83     |
| 4     | Almir dos Santos     | Brasilien          | 16,70      | 15,84      | x          | 16,48                                    | x                                        | 16,33                                    | 16,70     |
| 5     | Clive Pullen         | Jamaika            | x          | 16,35      | 16,05      | 16,34                                    | x                                        | x                                        | 16,35     |
| 6     | Christophe Carter    | Vereinigte Staaten | 16,21      | 16,29      | x          | 16,28                                    | 16,22                                    | x                                        | 16,29     |
| 7     | Leodán Torrealba     | Venezuela          | 16,12      | x          | 16,27      | 15,91                                    | 15,74                                    | 15,97                                    | 16,27 PB  |
| 8     | Alexsandro Melo      | Brasilien          | 16,23      | x          | 14,78      | –                                        | –                                        | –                                        | 13,70     |
| 9     | Jordan Scott         | Jamaika            | 15,93      | 15,82      | 16,13      | nicht im Finale der besten acht Springer | nicht im Finale der besten acht Springer | nicht im Finale der besten acht Springer | 16,13     |
| 10    | Maximiliano Díaz     | Argentinien        | 15,97      | x          | x          | nicht im Finale der besten acht Springer | nicht im Finale der besten acht Springer | nicht im Finale der besten acht Springer | 15,97     |
| 11    | Lathone Collie-Minns | Bahamas            | x          | 15,68      | 15,78      | nicht im Finale der besten acht Springer | nicht im Finale der besten acht Springer | nicht im Finale der besten acht Springer | 15,78     |
|       | Latario Collie-Minns | Bahamas            | x          | –          | –          | nicht im Finale der besten acht Springer | nicht im Finale der besten acht Springer | nicht im Finale der besten acht Springer | NM        |